# Tokuhime (gia tộc Oda)
Tokuhime (徳姫 (Đức Cơ)), còn được biết đến với tên gọi Gotokuhime (五徳姫 (Ngũ Đức Cơ))  hay Công chúa Toku   (11 tháng 11 năm 1559 – 16 Tháng 2 năm 1636) là con gái của daimyo Oda Nobunaga và là vợ của Matsudaira Nobuyasu, trưởng tử của Tokugawa Ieyasu. Trong lịch sử, bà được nhớ đến vì là người gián tiếp gây ra và chịu trách nhiệm nhiều nhất cho cái chết của chồng bà Nobuyasu và mẹ chồng, Trúc Sơn điện.

## Tiểu sử
Tokuhime đã kết hôn với Matsudaira Nobuyasu, con trai của Tokugawa Ieyasu vào năm 1563, khi cả hai người chỉ mới năm tuổi. Cuộc hôn nhân của bà đậm mùi chính trị với mục đích tạo mối liên minh giữa Tokugawa Ieyasu và cha bà, Oda Nobunaga.
Vợ chồng Nobuyasu và Tokuhime trở nên khá khăng khít với nhau. Tuy nhiên, mẹ chồng của bà là Trúc Sơn Điện đã can thái quá vào các vấn đề giữa bà và chồng, khiến cuộc sống của bà trở nên khó khăn. Mà Trúc Sơn Điện lại được biết đến như một người phụ nữ ghen tuông khiến ngay cả chồng bà là Ieyasu cũng cảm thấy khó khăn khi sống chung với bà. Vì con dâu Tokuhime chỉ sinh được hai cô con gái, Trúc Sơn Điện đã khuyên con trai Nobuyasu lấy một người thuộc gia tộc vây cánh Takeda làm thiếp, và hành động này đã gây khó chịu cho Tokuhime.
Khi còn trẻ, Tokuhime quyết định trả thù mẹ chồng Trúc Sơn Điện. Khi Tokuhime khoảng hai mươi tuổi, bà đã có đủ bằng chứng về sự can thiệp của mẹ chồng và viết một lá thư cho cha mình, Oda Nobunaga, nói về sự nghi ngờ của bà về việc Trúc Sơn Điện đã giao thoa với Takeda Katsuyori, một trong những kẻ thù của Nobunaga. Nobunaga đã nghi ngờ về việc Ieyasu phản bội mình, sau đó Ieyasu đã nhanh chóng bắt giam vợ. Vì Ieyasu cần duy trì mối quan hệ liên minh với Nobunaga, việc này đã được diễn ra một cách trọng thị, và vì Trúc Sơn Điện khá thân thiết với con trai mình, nên Ieyasu đã cho bắt giữ Nobuyasu. Mặc dù không có bằng chứng chắc chắn về việc Ieyasu phản bội đồng minh của mình, nhưng để xoa dịu tình thế hiện tại, Ieyasu đã cho xử tử vợ mình vào năm 1579. Ieyasu không tin con trai mình sẽ phản bội ông ta, nhưng để ngăn anh ta tìm cách trả thù cho cái chết của mẹ mình, ông đã ra lệnh Nobuyasu phải mổ bụng tự sát tại chính nơi ông bị giam giữ tại Thành Futamata. Mặc dù Tokuhime chỉ muốn trả thù nặc danh chống lại mẹ chồng mình, nhưng trong một ngày tuyết rơi, vào cuối năm 1579, chồng và mẹ chồng bà đã chết và bà trở thành một góa phụ.

## Gia quyến
- Thân phụ: Oda Nobunaga (1536 -1582)
- Anh em: 
  - Oda Nobutada (1557 - 1582)
  - Oda Nobukatsu (1558 -1630)
  - Oda Nobutaka (1558 -1583)
  - Hashiba Hidekatsu (1567 -1585)
  - Oda Katsunaga (1568 -1582)
  - Oda Nobuhide (1571 -1597)
  - Oda Nobutaka (1576 -1602)
  - Oda Nobuyoshi (1573 -1615)
  - Oda Nobusada (1574 0 -1624)
  - Oda Nobuyoshi (mất năm 1609)
  - Oda Nagatsugu (mất 1600)
  - Oda Nobumasa (1554 -1647)
- Chị em: 
  - Fuyuhime (1561 -1641): Vợ của Gamō Ujisato
  - Hideko (mất năm 1632)
  - Eihime (1574 -1623)
  - Hōonin
  - Sannomaru-dono (d. 1603) Một trong những thê thiếp của Toyotomi Hideyoshi.
  - Oda Tsuruhime | Tsuruhime
- Chồng: Matsudaira Nobuyasu (1559 -1579)
- Con cái: 
  - Toku-hime
  - Kumahime, kết hôn với Honda Tadamasa